# Cerodontha zlobiniana
Cerodontha zlobiniana este o specie de muște din genul Cerodontha, familia Agromyzidae, descrisă de Spencer în anul 1987. Conform Catalogue of Life specia Cerodontha zlobiniana nu are subspecii cunoscute.